# Катедрала у Пизи
Катедрала у Пизи (итал. Cattedrale Metropolitana Primaziale di Santa Maria Assunta; Duomo di Pisa) је средњовековна римокатоличка катедрала посвећена Успењу Пресвете Богородице на Тргу чуда (Piazza dei Miracoli) у Пизи у Италији. То је запажен пример романске архитектуре, посебно стила познатог као пизанска романика. Ту је седиште надбискупа Пизе.

## Историја
Градњу катедрале започео је 1063. године (1064. по тадашњем пизанском календару) архитекта Бускето, а трошкови су плаћени пленом добијеним у борбама против муслимана на Сицилији 1063. године. Укључује различите стилске елементе: класични, ломбардијско-емилијански, византијски и исламски, ослањајући се на међународно присуство трговаца у Пизи у то време. Исте године започела је обнова Цркве Светог Марка у Венецији, што је доказ снажног ривалства између две поморске републике да се види која би могла створити најлепшу и најлуксузнију богомољу.
Црква је подигнута изван рано-средњовековних зидова Пизе, да би се показало да се Пиза не плаши напада. Одабрано подручје је већ коришћено у ломбардијско доба као некропола и почетком 11. века овде је подигнута црква, али никада није завршена, а требало је да добије име Санта Мариа. Велика нова Бускетова црква у почетку се звала Санта Мариа Мађоре док није званично названа Санта Мариа Асунта.
1092. катедрала је проглашена за приматиалну цркву, архиепископ Дагоберт је добио титулу бискупа примата од папе Урбана II. Катедралу је 1118. године посветио папа Геласије II, који је припадао породици Каетани која је била моћна и у Пизи и у Риму.
Почетком 12. века катедрала је повећана под руководством архитекте Раиналда, који је повећао дужину брода додавањем три удубљења у складу са оригиналним стилом Бускета, повећао трансепт и планирао нову фасаду коју су радници завршили под управом вајара Гуљелма и Бидуина. Тачан датум радова је нејасан: према некима, посао је изведен одмах након Бускетове смрти око 1100. године, мада други кажу да је то учињено ближе 1140. години. У сваком случају, посао је завршен 1180. године, као што је документовано датумом записаним на бронзаним звекирима која је направио Бонано Пизано, а који се налазе на главним вратима.
Данашњи изглед грађевине резултат је бројних рестаураторских радова изведених у различитим ерама. Прве радикалне интервенције догодиле су се након пожара 1595. године, након чега је замењен кров, а вајари из радионице Ђамболоња, међу којима су били Гаспаро Мола и Пјетро Така, израдили су троја бронзаних врата фасаде. Почетком 18. века започело је преуређење унутрашњих зидова катедрале великим сликама, „квадронима“, које приказују приче блажених и светаца Пизе. Ова дела израдили су главни уметници тог доба, а група грађана се договорила за посебно финансирање пројекта. Узастопне интервенције вршене су и у 19. веку и укључивале су и унутрашње и спољне модификације; међу овим последњима било је уклањање оригиналних фасадних статуа (тренутно у музеју катедрале) и њихова замена копијама.
Остале значајне интервенције укључују: демонтажу проповедаонице Ђованија Пизана између 1599. и 1601. године, која је тек 1926. поново састављена и враћена у катедралу (недостајали су неки оригинални комади, укључујући степениште); и демонтажу споменика Хајнриху VII, који је израдио Лупо ди Франческо, а који је пронађен испред врата Сан Раниерија, а касније замењен једноставнијом, симболичном верзијом.

## Опис
Првобитни план зграде био је грчки крст са великом куполом на раскршћу, али данас је план латински крст са средишњим бродом са два бочна пролаза са сваке стране, са апсидом и трансептима који имају три брода. Унутрашњост нуди просторни ефекат сличан ефекту великих џамија захваљујући употреби уздигнутих ланцетних лукова, са наизменичним слојевима црног и белог мермера и елиптичне куполе, инспирисане Маврима. Присуство две уздигнуте матронеје у броду, са њиховим чврстим, монолитним гранитним стубовима, јасан је знак византијског утицаја. Бускето је прихватао исламски и јерменски утицај.

### Спољашњост
Богата спољна декорација садржи разнобојни мермер, мозаик и бројне бронзане предмете из ратног плена, међу којима је и грифон који је 1061. године узет у Палерму, а касније постављен на источни део крова. Почетком 19. века оригинална скулптура, која се сада може видети у музеју катедрале, уклоњена је са крова и замењена копијом. Високи лукови показују исламски и јужно-италијански утицај. Слепи лукови облика ромба подсећају на сличне структуре у Јерменији. Фасаду од сивог и белог мермера, украшену умецима од мермера у боји, изградио је мајстор Раиналдо. Изнад троја врата налазе се четири нивоа лође подељене венцима са мермерном интарзијом, иза којих се отварају једноструки, двоструки и троструки прозори.
Тешка бронзана врата на фасади направили су различити фирентински уметници у 17. веку. Супротно ономе што би се могло помислити, верници су од почетка улазили у катедралу кроз врата Светог Раниерија, која се налазе у истоименом трансепту, окренутом према звонику. То је било зато што су се градски племићи, који су катедрали прилазили преко Санта Марије, нашли управо на овом улазу. Ова врата је око 1180. године излио Бонано Пизано и то су једина врата која нису уништена ватром 1595. године која су тешко оштетила катедралу.
Врата Светог Раниерија украшена су са 24 бронзане рељефне скулптуре које приказују приче из Новог завета. Ова врата су једна од првих произведених у Италији током средњег века, након увоза бројних примерака из Константинопоља (за Амалфи, Салерно, Рим, Монтекасино, Венецију итд.), са потпуно западњачким сензибилитетом, одвојеним од византијске традиције. Изнад врата су четири отворене галерије, на врху су Мадона и дете и, у угловима, четири еванђелиста. Гробница Бускета налази се лево од северних врата фасаде.

### Ентеријер
Унутрашњост, на предњој страни подељена на средишњи брод са два бочна пролаза са обе стране и са трансептом и апсидом у три лађе, обложена је белим и црним мермером, са монолитним сивим мермерним стубовима са коринтским капителима. Има дрвени касетирани плафон из 17. века, обојен и украшен златним листићима, који су направили Доменико и Бартоломео Атићати; носи грб Медичи. Претпоставља се да је ранији плафон био грађевина са дрвеним гредама.
Унутрашњост куполе, која се налази на укрштању централног брода и трансепта, је уређена користећи ретку сликарску технику која се зове енкаустика и приказује Девицу у слави са свецима, насликану од стране Пизанских уметника Орација и Ђиролама Риминалди (1627- 1631). Обнављање куполе започело је 2015. године, а завршено 2018.
Гранитни коринтски стубови између брода и апсиде долазе из џамије у Палерму и представљају пизански плен задржан 1063. године након успешног заједничког напада са Норманима на муслимане у том граду.
Велики мозаик у апсиди Христ устоличен између Богородице и Светог Јована познат је по лицу Светог Јована, које је Чимабуе насликао 1302. године, а које је чудом преживело пожар 1595. године. Ово је последње дело које је насликао Чимабуе и једино његово дело за које имамо проверену документацију. Дело дочарава мозаике византијске и норманске цркве пронађене у Чефалу и Монреалу на Сицилији. Мозаик, који је великим делом урадио Франческо из Пизе, довршио је Винћино да Пистоја са Мадоном на левој страни (1320).
Међу средњовековним делима која су избегла уништавање током пожара 1595. године су фреска Богородице са дететом у славолуку пизанског уметника Маестра ди Сан Торпеа, као и Космати плочник, дело ретко пронађено ван Лација. Направљен је уметањем мермера за стварање геометријских образаца (средина 12. века). Сачувани су и други фрагменти фресака из касног средњевоковног периода, међу којима је Свети Јероним на једном од четири централна пилона, као и Свети Јован Крститељ, распеће, и Свети Козма и Дамјан на једном од пилона поред улаза, делимично скривен улазом.

#### Проповедаоница
Проповедаоница, ремек-дело Ђованија Пизана (1302-1310), преживела је пожар, али је демонтирана током радова на рестаурацији и поново је састављена тек 1926.  Благо закривљене плоче украшене су изражајним језиком епизодама из Христовог живота. Структура је полигонална (управо онако како се види у аналогним делима у баптистеријуму у Пизи, у катедрали у Сијени и у цркви Светог Андреје); али ово је први пример у делу ове врсте у коме су панели благо закривљени. Остале оригиналне карактеристике укључују:
- присуство каријатида, извајаних фигура уместо једноставних стубова, који симболизују Врлине;
- употребу померених „полица“ уместо лукова за подупирање подигнуте платформе;
- осећај кретања који дају бројне фигуре које испуњавају сваки празан простор.

Због ових особина сједињених са вештом наративном уметношћу од девет сцена, проповедаоница се генерално сматра ремек-делом. Ова проповедаоница заменила је претходну коју је направио Гуљелмо (1157-1162) која је послата у катедралу у Каљарију. С обзиром на недостатак документације пре демонтаже, проповедаоница је постављена на место различито од првобитног места, а без сумње ни њени делови нису у првобитном положају. Непознато је да ли је оригинално дело поседовало мермерно степениште.

#### Уметничка дела
У цркви се такође налазе мошти светог Раниерија, заштитника Пизе, и фрагментарна гробница Хајнриха VII, цара Светог римског царства, који је умро док је Фиренцу узалуд држао под опсадом. Гробница, коју је извајао Тино да Камаино између 1313-1315, такође је демонтирана, затим реконструисана и данас се налази у десном трансепту, док је њен првобитни положај био у средишту апсиде као знак оданости градског гибелина. Премештан неколико пута из политичких разлога, на крају је био раздвојен на многе делове (неки унутар цркве, неки на фасади, други у Кампосанту, а неки у музеју катедрале).
27 слика које покривају галерије иза главног олтара, приказују Приче из Старог завета и Приче о Христовом животу, направљене су између 16. и 17. века углавном од стране тосканских уметника, међу којима су Андреа дел Сарто и Доменико Бекафуми.
Уметничка дела укључују и бронзано распеће на главном олтару, анђеоске свећњаке постављене на крајеве богате мермерне транзене, коју је израдио Ђамболоња, као и велики циборијум у сребру који је дизајнирао Ђовани Батиста Фођини (1678–86) на олтару капеле Пресветог Сакрамента. На бројним бочним олтарима налазе се слике из 16. и 17. века.
Катедрала, попут кривог торња, осетно тоне у земљу и видљиво је неколико назнака ове нестабилности. На пример, разлика у нивоу пода првобитног брода Бускета и удубљења које је касније додао Раиналдо.
Оригинални трем (gràdule) катедрале, који је саградио Ђовани Пизано и датира с краја 13. века, замењен је 1865. садашњим тремом. Мермерни панели, украшени изрезбареним фигурама и ликовима животиња, коришћени су за стварање ниског зида који је био постављен близу спољног обода катедрале и који је створио ограђен простор за бројне саркофаге из римског периода. Током средњег века, ове плоче су поново коришћене за сахрањивање племића и других познатих особа. Неки фрагменти су и даље видљиви у музеју катедрале, док су сви саркофази премештени унутар ограде гробља Кампосанта.

### Оргуље
Унутар катедрале налазе се оргуље Сераси израђене између 1831-1835, као и оргуље које је 1977. године направила компанија Mascioni of Cuvio.

## Главни уметници који су радили у катедрали
- Бускето (архитекта)
- Раиналдо (фасада)
- Ђуљелмо (оригинална проповедаоница и мермерна декорација)

Три горе наведена уметника сахрањена су у катедрали.
- Чимабуе (мозаик у апсиди)
- Тино да Камаино (погребни споменик Хенрија VII)
- Бонано Пизано (оригинална бронзана врата)
- Ђамболоња и његова школа (бронзана врата фасаде)
- Ђовани Пизано (проповедаоница)
- Никола Пизано и Ђовани Пизано (круна око куполе)
- Пјетро Така (носачи распећа и анђеоских свећа)
- Андреа дел Сарто (разне слике)
- Ил Содома (разне слике)
- Ђовани Батиста Темпести (разне слике)
- Бидуино (мермерна декорација)
- Ђулиано Ванги (проповедаоница и главни олтар)
- Орацио Риминалди и Ђироламо Риминалди (фреска у куполи)
- Винћенцо Посенти (лустер)

## Занимљивости
- Крајем 10. века Пиза је успоставила 25. март као почетак своје нове године. Овај датум се сматрао веома важним, јер је то и празник Благовести (који се догодио девет месеци пре Христовог рођења 25. децембра) и пада врло близу пролећне равнодневнице. Да би се означио почетак нове године у Пизану, у катедрали је осмишљен систем којим сноп светлости засија кроз округли прозор на јужној страни брода и, тачно у подне 25. марта, сваке године пада на исто место: на врх полице причвршћене за пилон на супротној страни цркве. Ова полица почива на мермерном јајету, симболу рођења и новог живота. 1750. први дан нове године званично је промењен у 1. јануар, али овај догађај се и даље сваке године обележава праћен свечаним верским и грађанским прославама.[9]
- Светиљка у центру цркве назива се Галилејева светиљка, јер легенда каже да је велики научник формулисао своју теорију изохронизма клатна док је са крова брода посматрао његове осцилације. Оригинал, међутим, мањи и веома различит од овог, данас се налази у Кампосанту.

- Галилео посматра лампу
- Такозвана Светиљка Галилеја и купола
- Оригинална лампа коју је видео Галилео
- Прича се да је амфора са свадбене гозбе у Кани.

- На северној страни, са леве стране фасаде испред Кампосанта отприлике у нивоу очију, налази се оригинални комад римског мермера (о чему сведочи и његова декорација која се делимично још увек може видети), на којој су низови малих црних ознака. Легенда каже да је те трагове оставио ђаво када се попео до куполе покушавајући да заустави њену изградњу, па се тако називају вражјим огреботинама. (Легенда такође каже да се број огреботина увек мења када се броји.)
- Легенда каже да је амфору постављену на мали стуб са десне стране апсиде Христос користио на свадбеној гозби у Кани када је воду претворио у вино.
- У катедрали је сахрањен папа Гргур VIII.

## Галерија
- Поглед на комплекс из ваздуха
- Стара бронзана врата
- Источни крај катедрале
- Енкаустика Успење у куполи
- Гробни олтар Светог Ранијерија, заштитника Пизе
- Детаљ проповедаонице, Херкул, ретка средњовековна слика акта
- Бронзани грифон у музеју катедрале
- Копија бронзаног грифона на крову катедрале